# Nootje
Een nootje is een kleine droge, harde, niet openspringende, eenzadige dopvrucht, waarbij het zaad niet met de enigszins houtachtige vruchtwand is vergroeid. Bij het pellen van zonnebloempitten komt het zaad vrij. Alle composieten en lipbloemigen vormen een nootje.
Vooral bij de composieten, zoals de paardenbloem en de  akkerdistel, draagt het nootje aan de top vaak vruchtpluis. Dit bestaat uit het pappus, (de tot haren of schubben gereduceerde kelk) waardoor het door de wind makkelijk verspreid kan worden. Soms is de kelkbuis lang uitgegroeid, waardoor het vruchtpluis gesteeld is.
Bij zeggesoorten wordt het nootje omgeven door een urntje, een soort schutblaadje dat bijna geheel om de vrucht zit, alleen de stijl en stempels steken naar buiten.
In de volksmond worden de vruchtjes vaak gewoon zaad genoemd. 

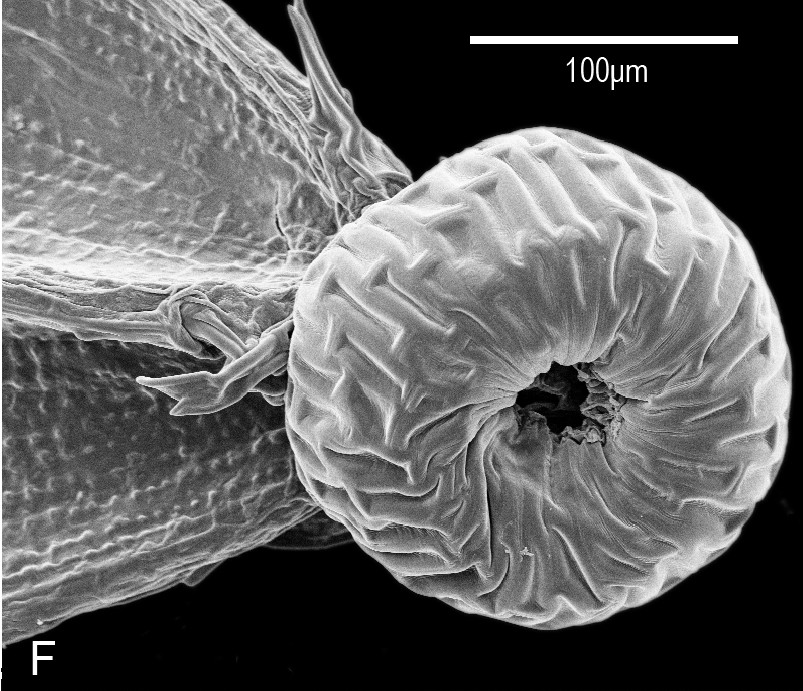
Nootje van Zyzyura mayana met schijfvormige carpofoor, SEM-afbeelding
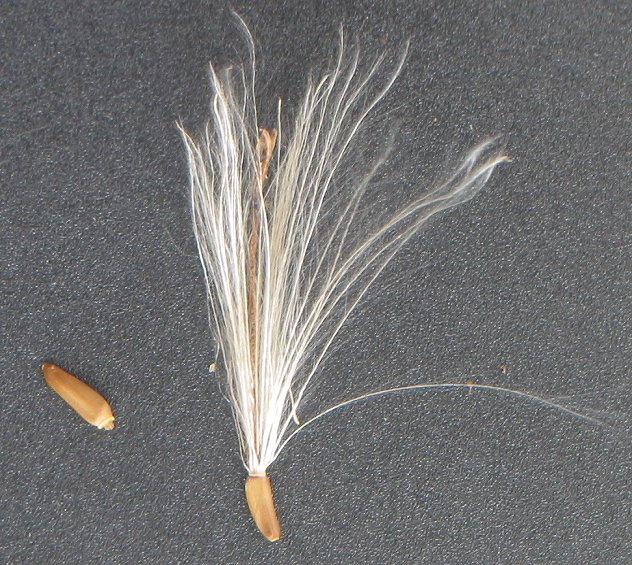
Vrucht van akkerdistel
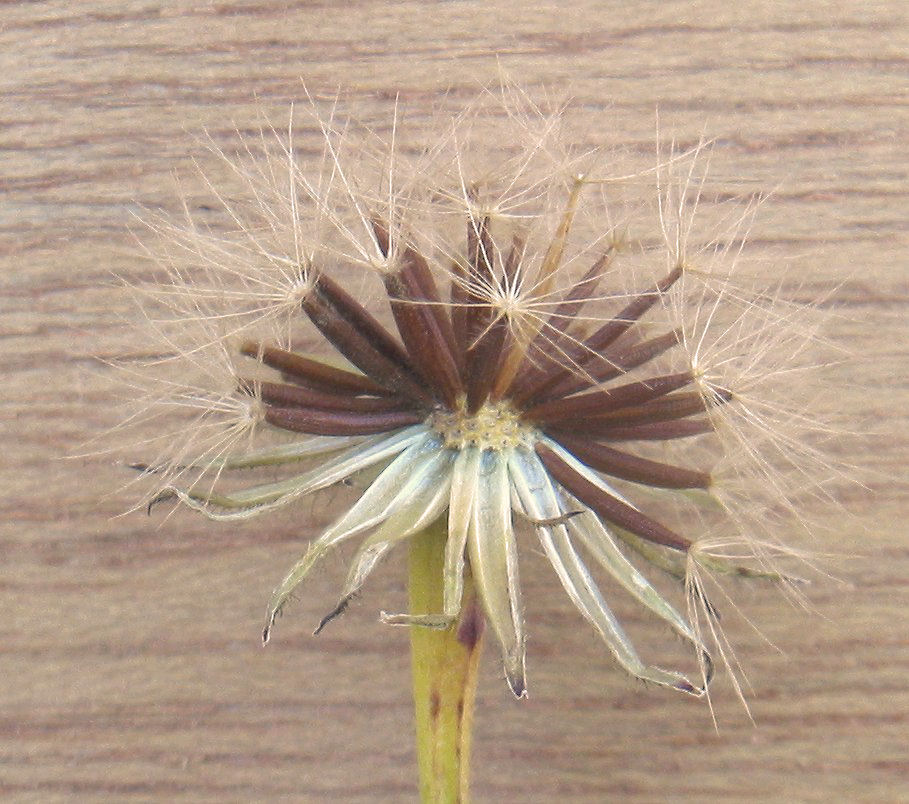
Rijp bloemhoofdje van klein streepzaad
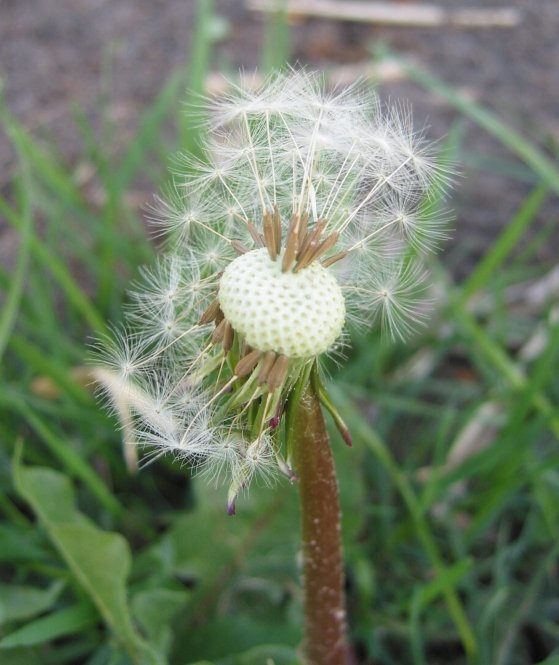
Vruchtjes van de paardenbloem
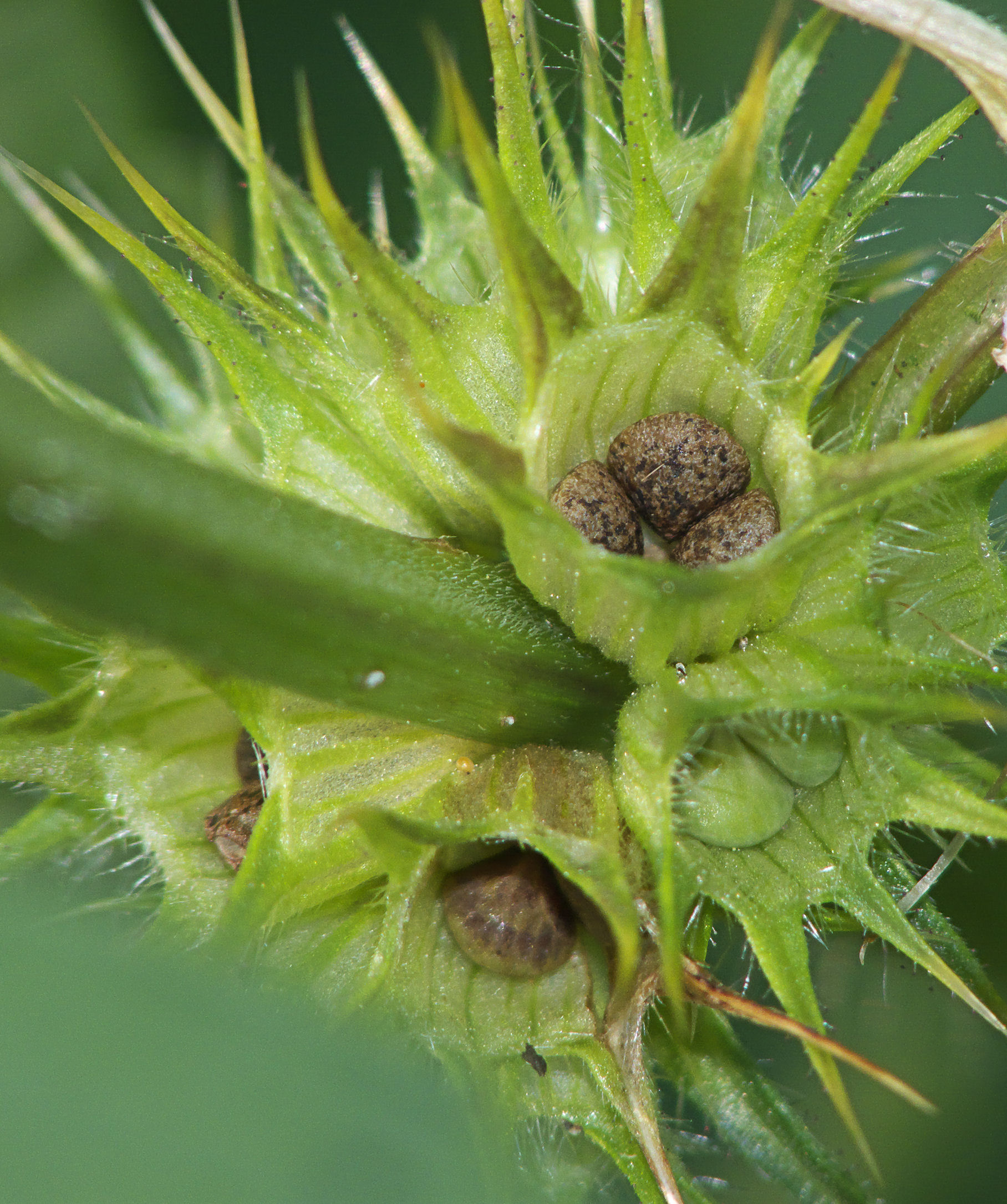
Vruchtjes van de gewone hennepnetel
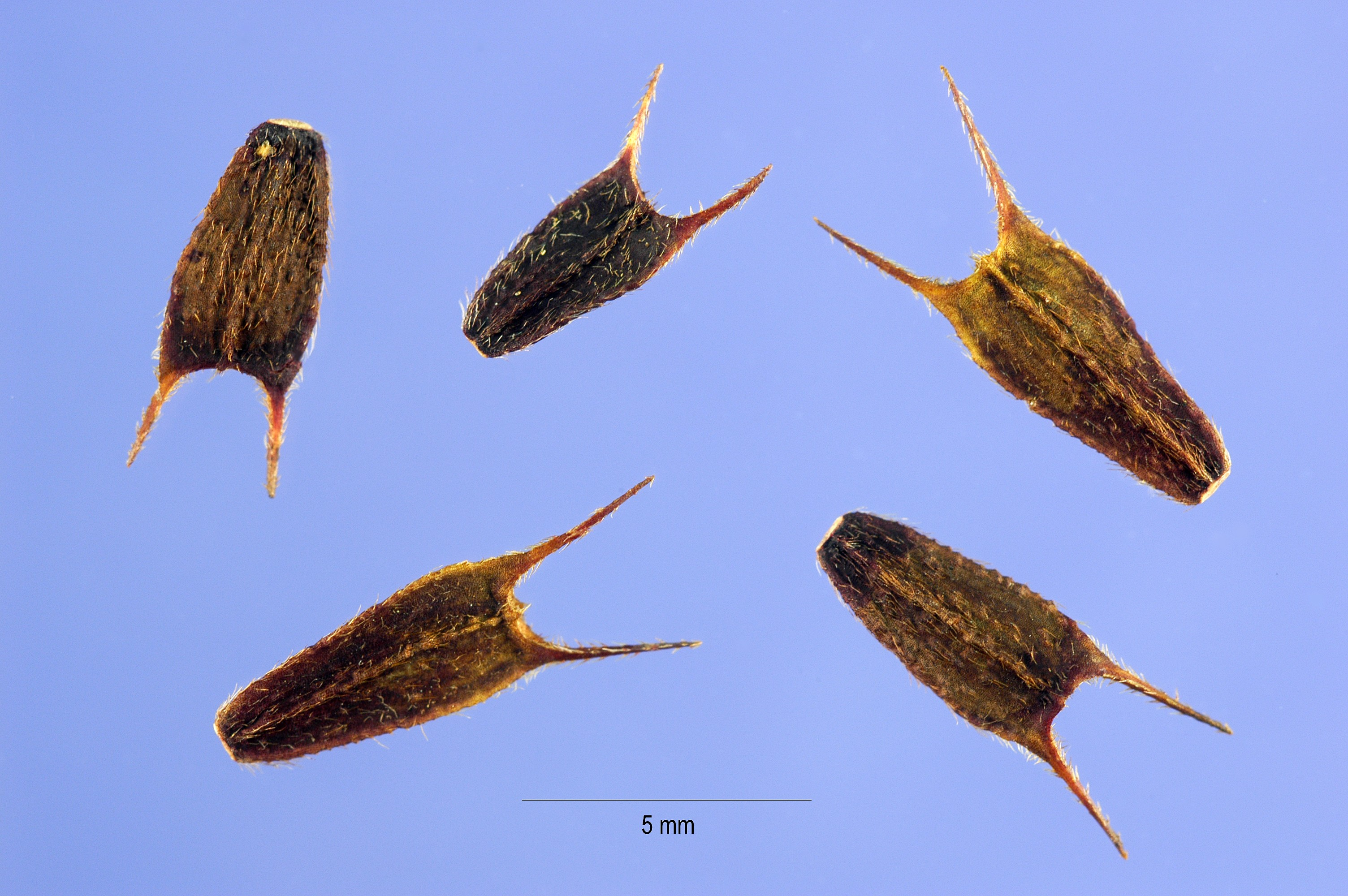
Vrucht van zwart tandzaad
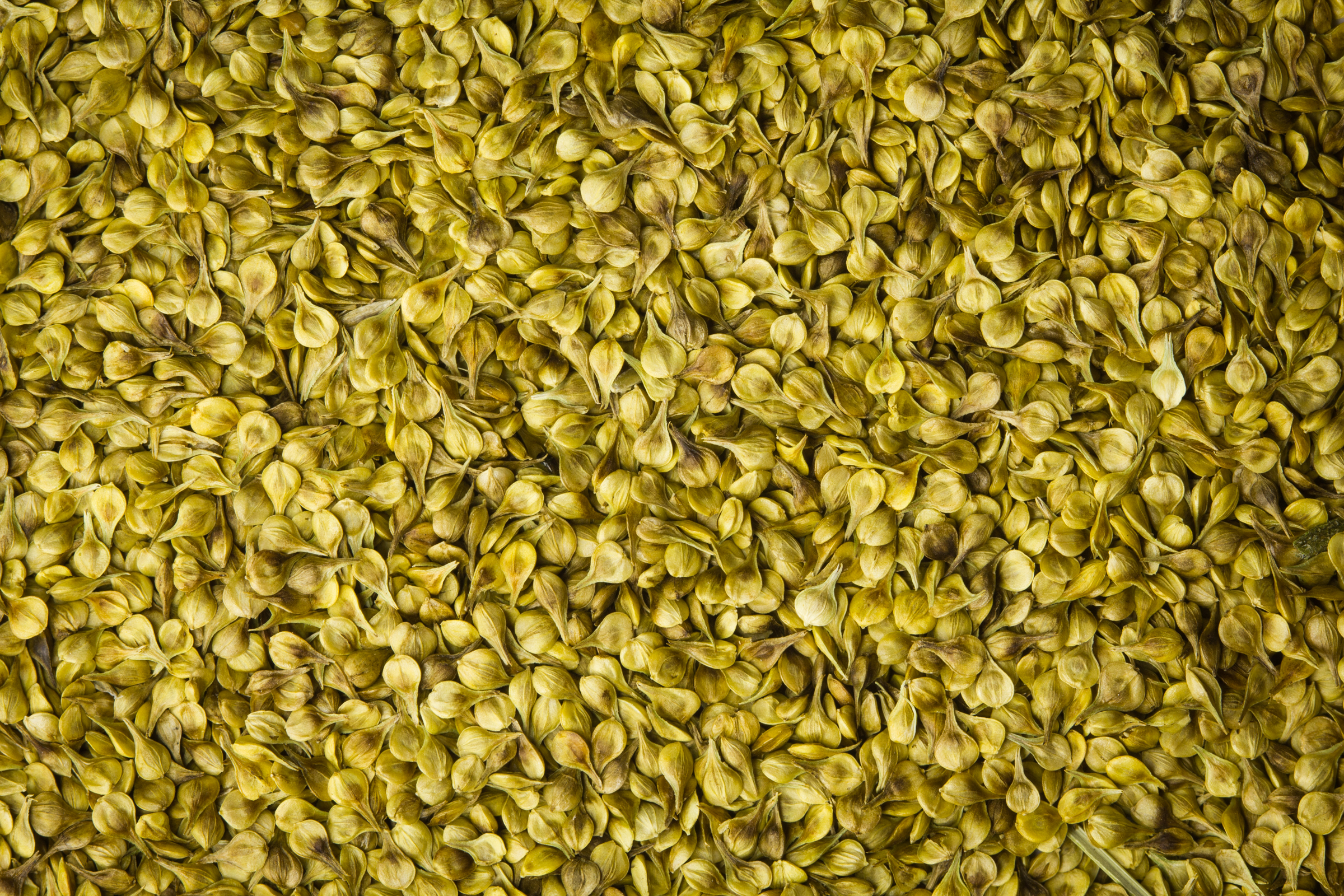
Vruchten van de ribbelzegge
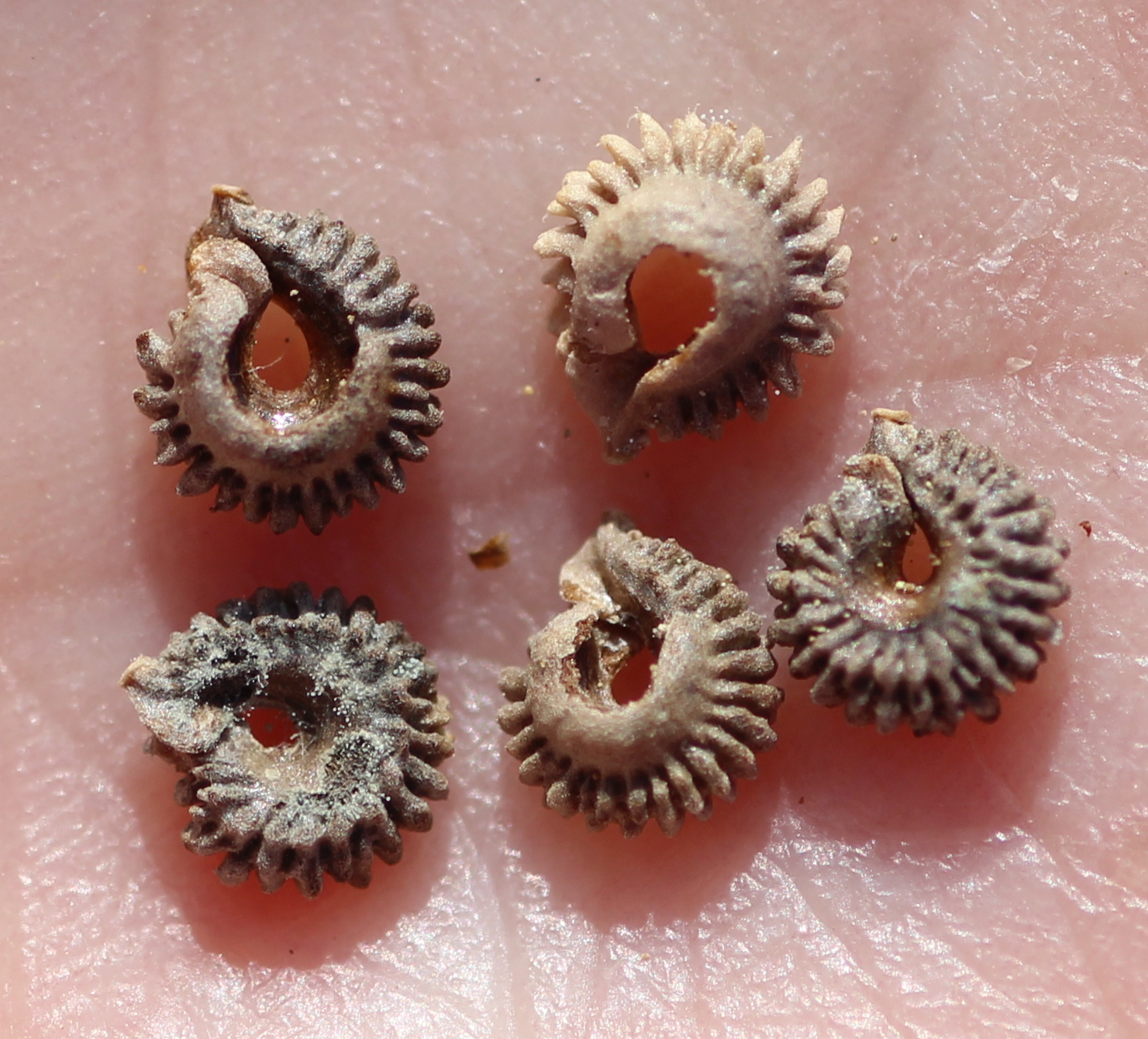
Vruchten van de akkergoudsbloem